# Cook off
 (janvier 2021).
Si vous disposez d'ouvrages ou d'articles de référence ou si vous connaissez des sites web de qualité traitant du thème abordé ici, merci de compléter l'article en donnant les références utiles à sa vérifiabilité et en les liant à la section « Notes et références ».
Le cook off est un phénomène touchant les armes fonctionnant à culasse fermée.

## Description
Dans ce genre d'arme, la culasse est déjà fermée au moment du tir. Un tir à culasse fermée est un facteur de précision mais dans certains cas réduit le refroidissement, ce qui peut conduire à des accidents car une cartouche demeurant ainsi maintenue dans une chambre brûlante par une culasse elle-même chaude peut atteindre la température de mise à feu spontanée (sans percussion) de l'amorce.

## Exemples
Exemples d'armes tirant avec culasse fermée :
- les carabines à verrou ;
- les carabines à levier ;
- les fusils à pompe ;
- la plupart des pistolets ;
- la plupart des fusils d'assaut (M16, Kalashnikov, Fal...).